# Adventure Island Pachinko
Adventure Island Pachinko by Takahashi Meijin (パチンコ高橋名人の冒険島?) es un videojuego de pachinko para teléfonos móviles publicado por Hudson Entertainment en junio de 2008, solamente en Japón. Es parte de la saga Adventure Island.